# Fagus longipetiolata
Fagus longipetiolata Seemen – gatunek roślin z rodziny bukowatych (Fagaceae Dumort.). Występuje naturalnie w Wietnamie, Chinach (w prowincjach Anhui, Fujian, Guangdong, Kuejczou, Hubei, Hunan, Jiangxi, Shaanxi, Syczuan, Junnan i Zhejiang, a także w regionie autonomicznym Kuangsi) oraz na Tajwanie. 

## Morfologia
PokrójZrzucające liście drzewo dorastające do 25 m wysokości.
LiścieBlaszka liściowa jest nieco owłosiona od spodu i ma owalny lub podłużnie owalny kształt. Mierzy 9–15 cm długości, jest piłkowana na brzegu, ma nasadę od klinowej do niemal sercowatej i ostry lub krótko spiczasty wierzchołek. Ogonek liściowy jest nagi i ma 10–35 mm długości.
OwoceOrzechy wystające pojedynczo z brązowych miseczek mierzących 20–25 mm średnicy.

## Biologia i ekologia
Rośnie w wiecznie zielonych lasach oraz lasach mieszanych. Występuje na wysokości do 2400 m n.p.m. Kwitnie od kwietnia do maja, natomiast owoce dojrzewają od sierpnia do października. 

## Zmienność
W obrębie tego gatunku wyróżniono jedną formę:
- Fagus longipetiolata f. clavata (Y.T.Chang) Y.T.Chang